# Сен-Жермен-ле-Вассон
Сен-Жерме́н-ле-Вассо́н (фр. Saint-Germain-le-Vasson) — коммуна во Франции, находится в регионе Нижняя Нормандия. Департамент коммуны — Кальвадос. Входит в состав кантона Бретвиль-сюр-Лез. Округ коммуны — Кан.
Код INSEE коммуны — 14589.

## Население
Население коммуны на 2010 год составляло 983 человека.
| 1962 | 1968 | 1975 | 1982 | 1990 | 1999 | 2010 |
| ---- | ---- | ---- | ---- | ---- | ---- | ---- |
| 813  | 818  | 839  | 796  | 880  | 935  | 983  |

## Экономика
В 2010 году среди 660 человек трудоспособного возраста (15—64 лет) 488 были экономически активными, 172 — неактивными (показатель активности — 73,9 %, в 1999 году было 72,5 %). Из 488 активных жителей работали 420 человек (237 мужчин и 183 женщины), безработных было 68 (33 мужчины и 35 женщин). Среди 172 неактивных 42 человека были учениками или студентами, 78 — пенсионерами, 52 были неактивными по другим причинам.